# Пруси (Опатовський повіт)
Пруси (пол. Prusy) — село в Польщі, у гміні Ожарув Опатовського повіту Свентокшиського воєводства.
Населення — 237 осіб (2011).
У 1975-1998 роках село належало до Тарнобжезького воєводства.

## Демографія
Демографічна структура на день 31 березня 2011 року:
|          | Загалом | Допрацездатний вік | Працездатний вік | Постпрацездатний вік |
| -------- | ------- | ------------------ | ---------------- | -------------------- |
| Чоловіки | 111     | 17                 | 75               | 19                   |
| Жінки    | 126     | 25                 | 59               | 42                   |
| Разом    | 237     | 42                 | 134              | 61                   |